# 水球女子イタリア代表
水球女子イタリア代表は、イタリア水球連盟により国際大会に派遣される女子水球のナショナルチームである。
2004年アテネ五輪で金メダルを獲得した。

## 主な国際大会成績
- オリンピック
  - 2000年 - 予選敗退
  - 2004年 - 1位
  - 2008年 - 出場決定
- 世界選手権
  - 優勝2回（1998年、2001年）
- 欧州選手権
  - 優勝4回（1995年、1997年、1999年、2003年）